# Afrocarpus gracilior
Afrocarpus gracilior (en amhàric: musengera o zigba) és una espècie de conífera de la família Podocarpaceae de fulla persistent, i nadiua dels boscos afromontans d'Etiòpia, Kenya, Tanzània, i Uganda, on creix a altituds d'entre 1.800-2.400 m.
És un arbre que normalment fa 20–40 m d'alt. Les seves pinyes estan molt modificades i tenen una sola llavor de 2 cm de diàmetre. La llavor madura és porpra i la dispersen els ocells o els simis els quals es mengen la seva cobertura carnosa. A l'Àfrica oriental és un important arbre per a obtenir fusta de qualitat. En regions subtropicals es cultiva per a fer tanques contra el vent o espatlleres.